# Calycomyza malvae
Calycomyza malvae este o specie de muște din genul Calycomyza, familia Agromyzidae, descrisă de Burgess în anul 1880. Conform Catalogue of Life specia Calycomyza malvae nu are subspecii cunoscute.